# AKRIBO
AKRIBO staat voor de Algemene KRIeleniers BOnd en is de officiële bond van de krieleniers in Vlaanderen. De bond werd gesticht op 15 augustus 1957 in Rumbeke door Luitenant Verstraete (die ook al vinkeniersbond-AVIBO had opgericht), voorzitter Albert Kerwyn uit Waregem en vertegenwoordigers van de maatschappijen, die op dat ogenblik kraaihanenwedstrijden organiseerden in de regio West- en Oost-Vlaanderen. Eerst was het eigen bondsblad "De Krielenier" nog een onderdeel van het AVIBO-blad "De Vinkenier", dat pas eind 1959 op eigen vleugels stond. Hierin verschenen wekelijks de aankondigingen en uitslagen van zettingen (wedstrijden) en het bondnieuws voor de krieleniers. In 1964 veranderde de naam van het bondsblad in "De Kraaier", dat nog altijd wekelijks verschijnt van september tot april.
De vzw AKRIBO zelf werd na vijftig jaar ontbonden en stopte zijn verplichtingen met vermelding in het Belgisch Staatsblad. Maar het hanenzetten blijft nog doorgaan en werd in 2011 door het Vlaams Gewest officieel opgenomen in de lijst van immaterieel cultureel erfgoed.